# 富澤傳八

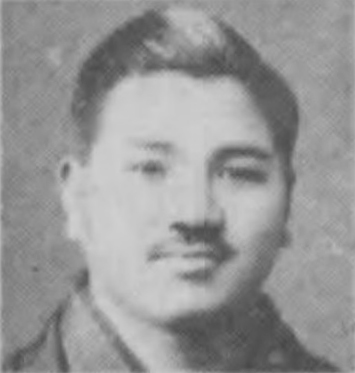
30代半ば（1934年頃）の冨澤

富澤 傳八（とみざわ でんぱち、1899年 - 1966年）は、大正から昭和にかけての日本の柔道家。

## 経歴
1899年、群馬県群馬郡東村（現在の前橋市）に生まれ、1914年に登坂菊衛の練心館に入門し荒木流柔術を学ぶ。1917年に講道館へ入門、嘉納治五郎に直接指導を受けて1918年には初段を授けられる。
1919年4月、大日本武徳会の秋季演武大会で初段5人、2段3人を投げて優勝し、同年11月2段に昇段した。その後、近衛歩兵第3連隊に2年間入営。除隊後、高木三五郎（警視庁柔道整復術試験委員）の下で、柔道整復術を修行。1921年3月、講道館3段となる。
1923年の関東大震災を機に郷里の群馬県へ帰る。1924年3月4段に昇段。この年に「修道館」道場を開いて多くの門人の指導に当たる傍ら、整復術を開業してこれを営んだ。修道館では門弟3千人を育て、その中から石井国雄、藤井一司、富澤貞一ら多くの指導者を育て、群馬県柔道の黄金時代を築いた。
このほか県立勢多農林学校、前橋商業学校、前橋警察署で多くの後進に指導に当たり、1926年には大日本武徳会より精錬証を拝受。
1928年、大日本武徳会教士号を允許されて武徳会群馬支部専任教師となった。同年、講道館5段となる。1929年、宮中で開催された「昭和天覧試合」に指定選手として出場する。以後、篠原秀吉（上毛新聞社社長）とコンビを組み、境野清雄、田中良三と共に群馬県柔道界を牽引した。
1966年、死去。